# Ребоана (Кремона)
Ребоана је насеље у Италији у округу Кремона, региону Ломбардија.
Према процени из 2011. у насељу је живело 48 становника. Насеље се налази на надморској висини од 29 м.